# Изабелла Коимбрская
Изабелла Коимбрская (1 марта 1432, Португалия — 2 декабря 1455, Эвора) — инфанта португальская, первая жена короля Португалии Афонсу V, королева-консорт Португалии.

## Жизнь
Изабелла была дочерью Педру, герцога Коимбры и Изабеллы Урхельской. Её дедушками были король Португалии Жуан I и Хайме II, граф Урхеля.
Отец Изабеллы был регентом при её двоюродном брате Афонсу V в период его малолетства. Изабелла и Афонсу влюбились друг в друга. Они обручились в 1445 году, что стало причиной конфликта между Педру и Альфонсом, герцогом Браганса, который хотел, чтобы король женился на его внучке. После свадьбы Изабелла стала получать доход с Сантарена, Алваязери, Синтры и Торриш-Ведраша.
В 1448 году король назначил Афонсу Браганского своим советником. Отец Изабеллы умер, а её брат Жуан был в изгнании. Однако Изабелла не потеряла расположение короля и управляла герцогством Коимбра, пока её брат не вернулся в Португалию в 1454 году. В 1455 году Изабелла при дворе устроила торжественную церемонию в честь отца и перезахоронила его. Вскоре после этого она умерла в возрасте двадцати трёх лет, возможно, от отравления. Афонсу V повторно женился лишь через 20 лет после её смерти.

## Брак и дети
6 мая 1447 года Изабелла вышла замуж за своего двоюродного брата Афонсу. У них было трое детей:
- Жуан (29 января 1451 — 1451)
- Жуана (6 февраля 1452 — 12 мая 1490), католическая святая
- Жуан (3 марта 1455 — 25 октября 1495), 13-й король Португалии (1481—1495)